# Tritonaster
Genre
Tritonaster  est un genre d'étoiles de mer de la famille des Astropectinidae.

## Taxinomie
Selon World Register of Marine Species (29 janvier 2015) :
- Tritonaster ceramicus Döderlein, 1921
- Tritonaster craspedotus Fisher, 1906 -- Hawaii
- Tritonaster evorus Fisher, 1913 -- Philippines